# Reserva ecológica de Taricaya

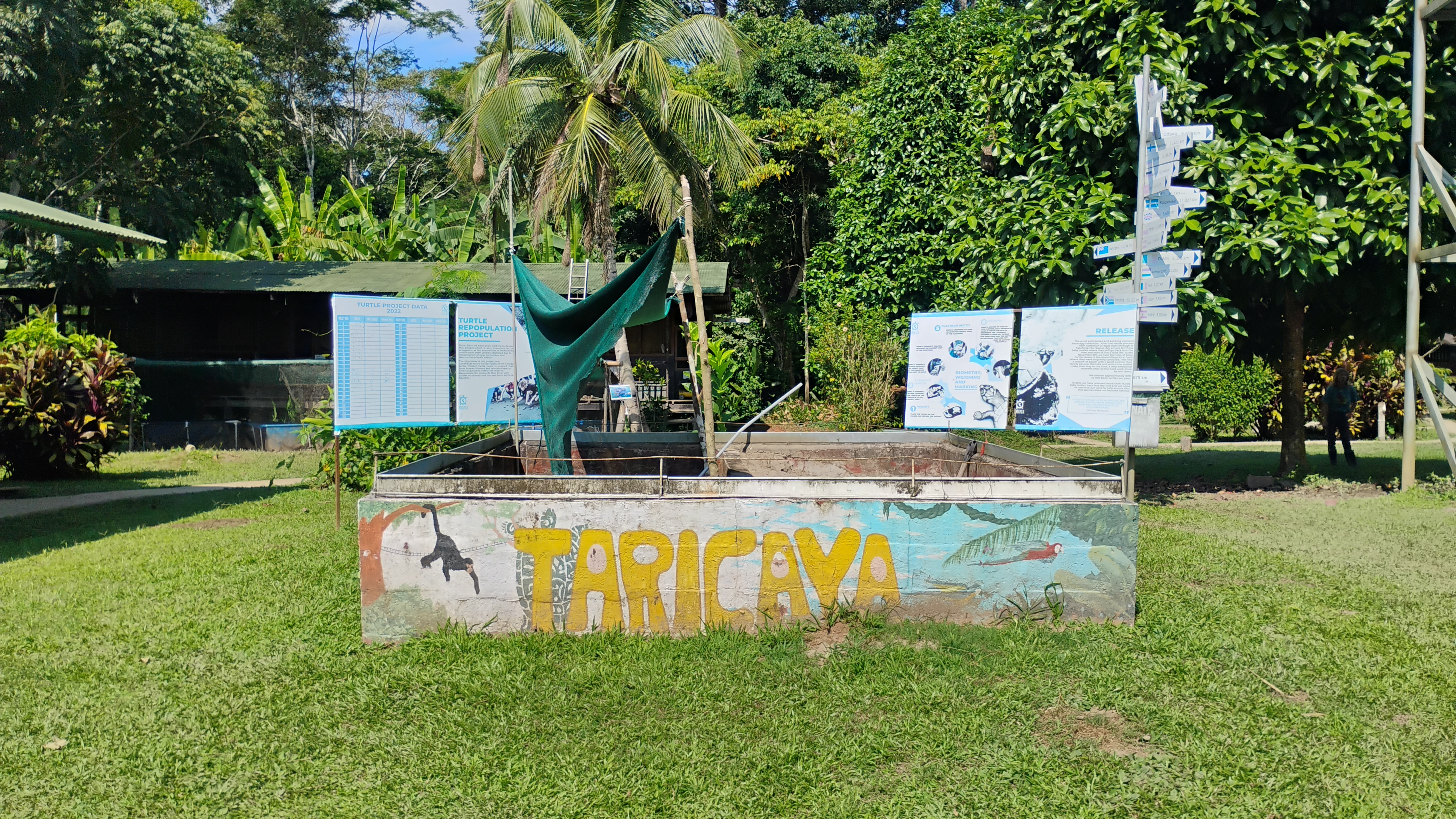
Zona del proyecto de conservación de tortugas

La Reserva Ecológica Taricaya es una concesión ecoturística de 476 hectáreas ubicada en el sur de la Amazonía peruana a lo largo del río Madre de Dios, un importante afluente del río Amazonas. Se encuentra al lado de la Reserva nacional Tambopata. Fue iniciada por Fernando Rosemberg en 2001 cuando se funda legalmente la Asociación Centro de Investigación Taricaya con el objetivo de conservar la biodiversidad del lugar. Desde 2004 es propiedad de Projects Abroad, una empresa con fines de lucro con sede en Gran Bretaña con programas de voluntariado en más de 20 países. Puerto Maldonado, la ciudad más cercana y capital del departamento de Madre de Dios en Perú, se encuentra aproximadamente a una hora en bote. La reserva fue fundada por el biólogo de Oxford Stuart Timson.
Cuenta con un centro de rescate de vida silvestre reconocido por el estado peruano desde 2008.